# Andorra Club de Fútbol
L'Andorra Club de Fútbol è una società calcistica con sede ad Andorra, in Aragona, in Spagna.
Gioca nel Regional Preferente d'Aragona (Gruppo III), la sesta serie del campionato spagnolo.

## Tornei nazionali
- 1ª División: 0 stagioni
- 2ª División: 0 stagioni
- 2ª División B: 14 stagioni
- 3ª División: 43 stagioni

## Palmarès

### Competizioni nazionali
- Tercera División: 7

1963-1964, 1964-1965, 1986-1987, 1991-1992, 1994-1995, 1998-1999, 2010-2011

### Altri piazzamenti
- Tercera División:

Secondo posto: 1965-1966, 1980-1981, 2012-2013, 2015-2016
Terzo posto: 1966-1967, 1977-1978, 1996-1997, 1999-2000, 2003-2004, 2005-2006, 2006-2007